# Prunus salicifolia

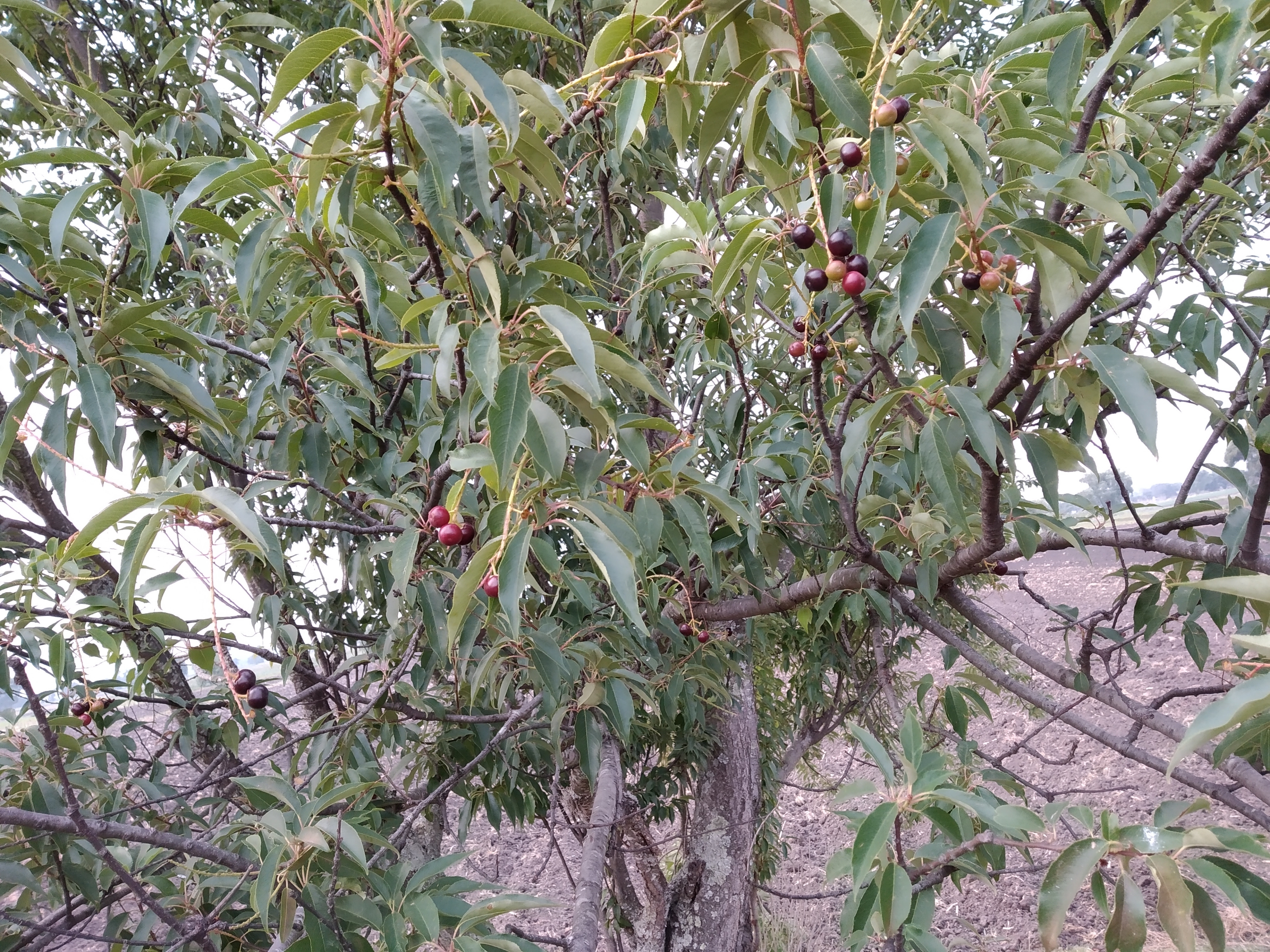
Árbol de capulín

Prunus salicifolia, conocida comúnmente como "cereza" (sin ser la verdadera), cereza de monte o capulín, es una especie botánica de árbol frutal.

## Descripción
Es un árbol erecto, alcanza 7-15 m (raramente 38 m), distinguido por un breve tronco de cerca de 1-6 dm de diámetro. hojas caducas, alternas, aromáticas; de 6–18 cm de largo, verde oscuras y brillantes en la punta, pálida en el envés; las hojas nuevas rosáceas. Flores al principio delgadas, saliendo de a una o más de la base del brote. Cuando abiertas, la flor tiene 2 cm de ancho, pétalos blancos y un grupo de conspicuos estambres amarillos. Fruto drupa (similar a la cereza), de pesado aroma, redondo, muy pequeño (de 1–2 cm de diámetro); de piel fina, brillante, roja o negruzca, raramente blanca o amarilla. El jugo de la pulpa es verde pálido, dulce o ligeramente ácida. Semilla esférica, rodeada por un endocarpio o hueso leñoso (almendra) de gusto amargo.
En suelo el ph mínimo 5,6; máximo 6,0. Necesita exposición solar a pleno. Y tolera muy bien sequía. No tolera heladas por debajo de - 3 °C.
De moderado a rápido crecimiento. La plántula crece 5-10 cm en un mes. En sombra (muy negativa) crece 15 cm en 4 años, y muere si no se les libera de la sombra. Vive 40-60 años.

## Origen
Es originaria del Valle de México, de Sonora a Chiapas y a Veracruz, y posiblemente el oeste de Guatemala. Ha sido cultivada en Centroamérica, Colombia, Ecuador, Perú, Bolivia, y está extensamente y abundantemente naturalizada. Fue un importante alimento de los pueblos originarios, y de los conquistadores españoles. En el mercado americano, aparece en grandes cantidades, especialmente en El Salvador, Guatemala, Ecuador. En Guatemala, sus semillas se usan como alimento, por lo que los cultivares comerciales se especializan. El capulín es desconocido en el este de Sudamérica y en el resto del mundo. En 1924, fue introducido en elevaciones frescas de Filipinas.

## Estación y clima
Crece en clima subtropical a subtemplado, naturalmente a elevaciones entre 1200–3400 m s. n. m. Florece de enero a marzo en México; en Guatemala y El Salvador, de enero a mayo. Madura de julio a agosto en México. En Guatemala en septiembre; en El Salvador, se extiende de diciembre a abril.

## Alimento y nutrición
Su fruto es comestible, y puede consumirse crudo o cocido, además de poderse preparar en conservas, mermeladas y otra clase de dulces. En tamales especiales, es usado como relleno. Con la piel y las semillas quitadas, puede mezclarse con leche, vainilla y canela como postre. Éste fruto puede también ser usado para preparar a base de sus fermentos como bebida alcohólica.

### Valor alimenticio por 100gde porción*
- Humedad 76,8–80.8 g
- Proteína 0,105–0,185 g
- Grasas 0,26–0,37 g
- Fibra 0,1–0,7 g
- Ceniza 0,56–0,82 g,
- Calcio 17,2–25,1 mg
- Fósforo 16,9–24,4 mg
- Hierro 0,65–0,84 mg
- Caroteno 0,005–0,162 mg
- Tiamina 0.016–0.031 mg
- Riboflavina 0,018–0,028 mg
- Niacina 0,64–1,14 mg
- Ácido ascórbico 22,2–32,8 mg.

```
De acuerdo a análisis en Guatemala y en Ecuador.
```

## Otros usos del capulín
Semillas: contienen 30-38% de aceite semihidratado, amarillo, para fabricar jabones y pinturas.
Flores: son visitadas por abejas polinizándolas.
Madera: el floema es amarillo con pintas de rojo. El xilema es rojizo pardo, grano fino, muy duro, fuerte, durable. Se usa en mueblería, paneles interiores, gabinetes, carpintería general. Maduras, las raíces viejas se usan para realizar pipas de tabaco, figurines, y otros objetos finos de madera.
Usos medicinales: se hace un jarabe para ayudar en problemas respiratorios. Con el cocimiento de hojas, se da para reducir fiebre, parar diarrea y disentería, aliviar dolor de cabeza; y aliviar inflamación. Con infusión de corteza tibia es un lavaojos.
Salud: las hojas contienen un aceite esencial, grasa, resina, tanino, amigdalina, glucosa, un pigmento pardo, y sales minerales. La corteza contiene, pigmento pardo, amigdalina, almidón, ácido gálico, grasa, calcio, potasio, hierro. La corteza, hojas, y semillas (en contacto con agua) deben manipularse cuidadosamente debido a que liberan HCN (cianuro de hidrógeno).

## Taxonomía
Prunus salicifolia fue descrita por Carl Sigismund Kunth y publicado en Nova Genera et Species Plantarum (quarto ed.) 6: 241–242, t. 563. 1824.
Etimología
Ver: Prunus: Etimología
salicifolia: epíteto latíno que significa "como las hojas de sauce"
Sinonimia
- Prunus serotina subesp. capuli (Cav.) McVaugh 1951
- Prunus capuli Cav.
- Prunus serotina var. salicifolia (Kunth) Koehne

## Nombres comunes
Capulín, capulín blanco, capuli, capoli, capolin, cerezo de México, cerezo, detse, detze, taunday, jonote, puan, palman, xengua. En Guatemala, cherry salvaje; en Bolivia y Perú, capuli o guinda; en Ecuador, capulí; en El Salvador, capulin.